# Jean Markant

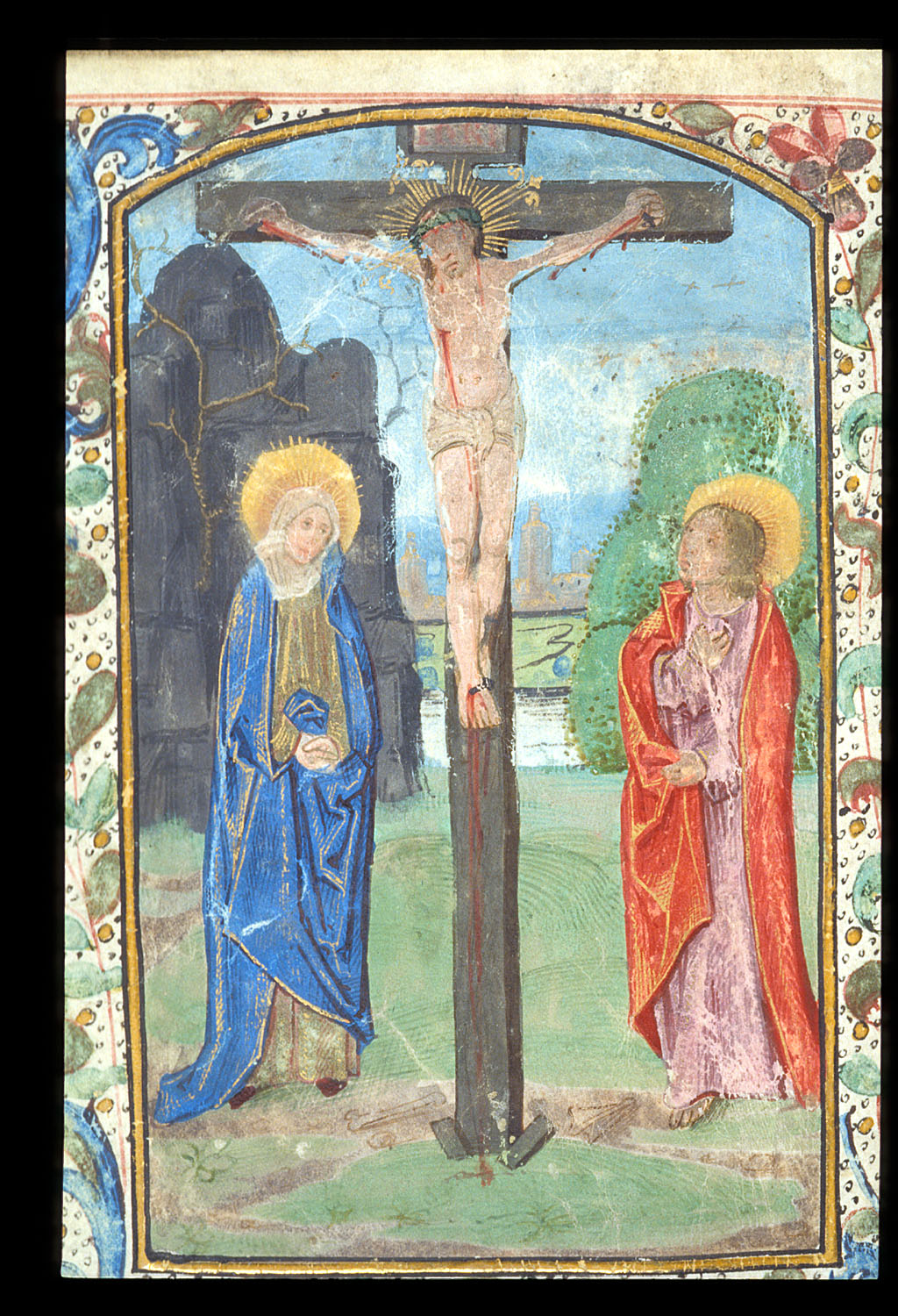
Jean Markant, Kruisiging

Jean Markant was een miniaturist en kopiist die actief was in Doornik en Rijsel van het einde van de 15e eeuw tot in het tweede kwart van de 16e. We kennen hem uit een colofon dat hij zelf schreef in het zogenaamde Le Sauvage getijdenboek op f157v namelijk: “Ces heures furent escriptes et illuminés par moy a tous indigne serviteur Jennin Markant, l'an 1502, le premier jour de mars” (wat naar onze telling overeenkomt met 1 maart 1503).

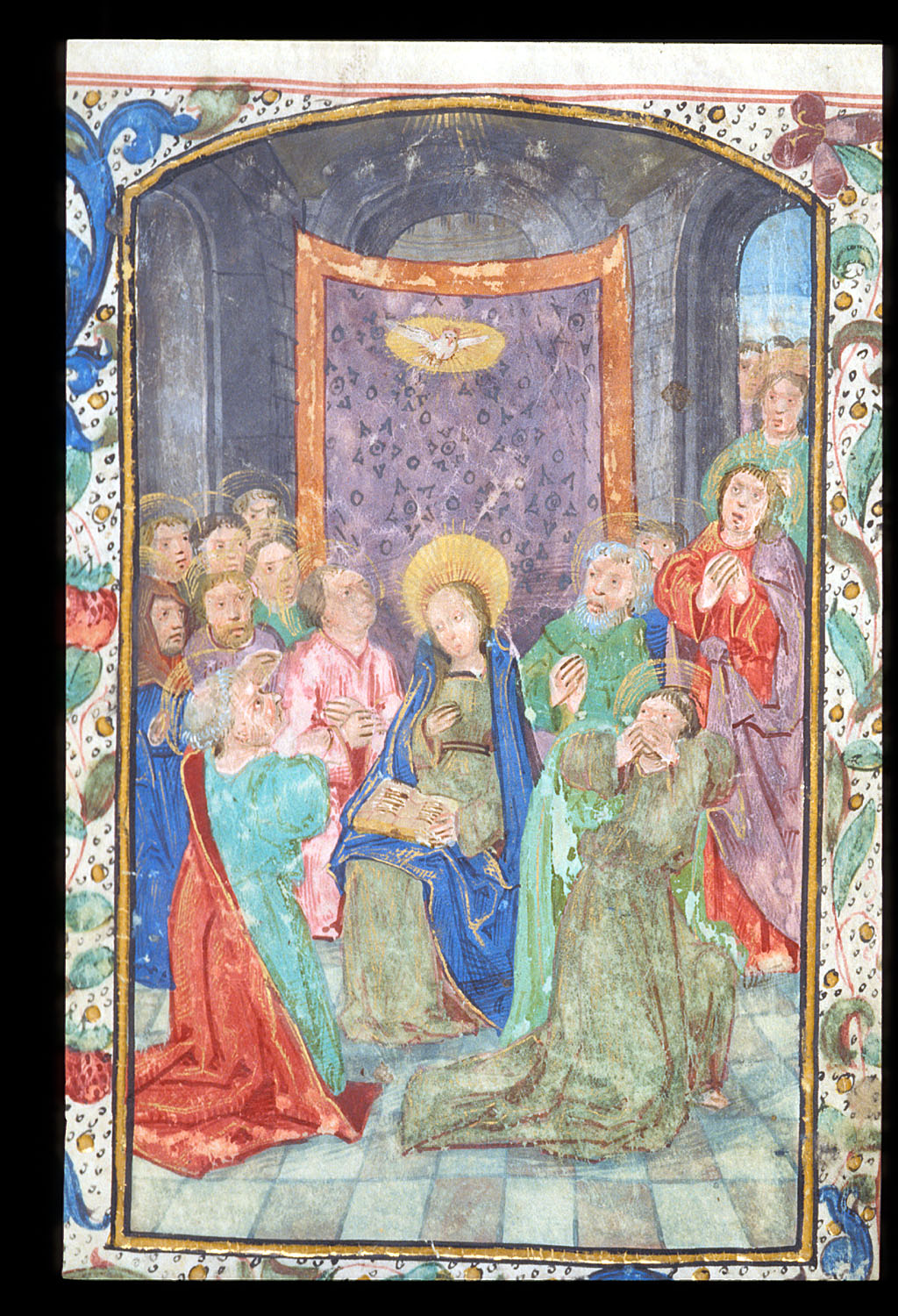
Jean Markant, Pinksteren

## Biografische elementen
Jean Markant werd ingeschreven als leerling van Jean César op 1 oktober 1489 volgens een nota in het “Registre des inscriptions a la corporation des peintres et verriers” in Doornik. In 1511 wordt hij vermeld als “scrivere te Ryssele” in de rekeningen van de Broederschap van Johannes de Evangelist in Brugge, het jaar daarop komt hij in diezelfde rekeningen voor als “Jan Marcquandt, verlichter te Rysele” en schonk hij aan de gilde “een bardeken van verlichterien van Sint-Anne”: een paneeltje met een miniatuur van Sint-Anne. Waarschijnlijk heeft Markant niet in Brugge gewerkt maar was zijn lidmaatschap bij de gilde bedoeld om in Brugge werken te kunnen verkopen.
Op basis van het colofon in de Sauvage getijden kunnen we besluiten dat Markant in 1503 in Rijsel werkte. Van 1522 tot 1531 werd hij betaald voor kalligrafisch werk door het stadsbestuur van Rijsel en tussen 1532 en 1534 was hij nog actief voor het St.-Julien hospitaal in Rijsel.

## Stijlkenmerken
De stijlkenmerken van Markant zijn gebaseerd op zijn miniaturen in de “Le Sauvage” getijden. De verluchting leunt aan bij de Gent-Brugse stijl. Een aantal onderzoekers wijzen ook op de verwantschap van het werk van Markant met dat van de Meester van Edward IV zowel wat stijl als compositie betreft. Een aantal miniaturen in de “Le Sauvage” getijden zou gebaseerd zijn op de “Blackburn getijden” van deze meester (Blackburn, Blackburn Museum and Art Gallery, ms Hart 20884). Wat vrij bijzonder is aan zijn werk zijn de miniaturen die de getijden van het Kruis illustreren. In zes van de zeven miniaturen die de passie van Christus illustreren, doorbreken de afbeeldingen de  ruimte van de miniatuur en dringen als het ware binnen in het domein van de kijker. Dit geeft aan aparte dramatisch zeggingskracht aan deze afbeeldingen.

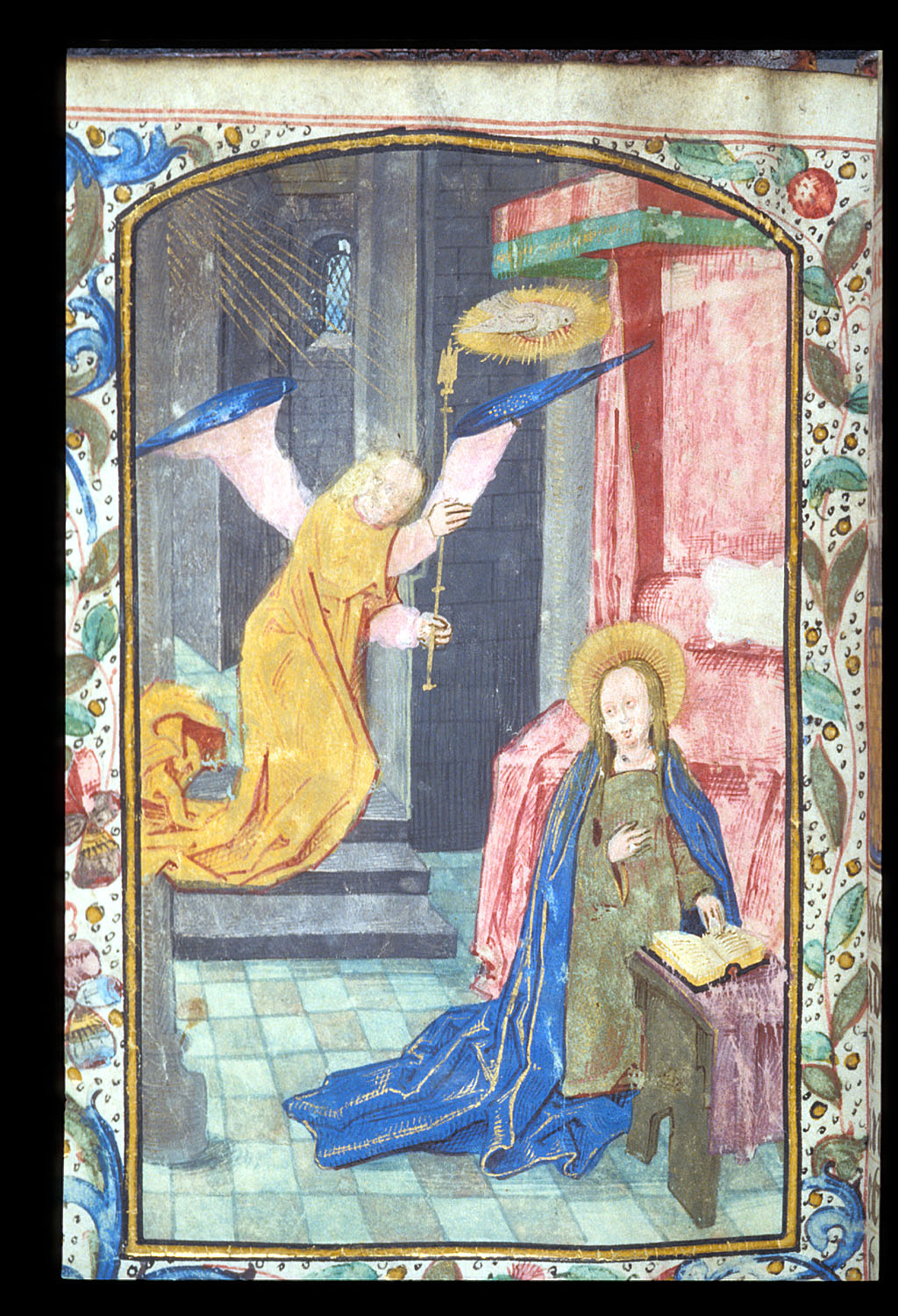
Jean Markant, Annunciatie.

## Werken
Het reeds eerder genoemde “Le Sauvage” getijdenboek was de basis voor het toeschrijven van andere werken aan Markant op grond van de stijlkenmerken. Het manuscript werd gemaakt voor of was alleszins zeer vroeg in het bezit van Jean Le Sauvage en zijn vrouw Jacqueline van Boulogne belangrijke burgers in Rijsel omstreeks 1500. Hij was in dienst van Filips de Schone en later van keizer Karel V. Het folium met de afbeelding van Jean Le Sauvage en Jacqueline van Boulogne is aan het originele werk toegevoegd en is van de hand van een andere onbekende verluchter.
Hierbij een lijst van een aantal aan Jean Markant toegeschreven werken:
- Baltimore, Walters Art Gallery, Ms. W. 435.[8]
- Brussel, Koninklijke Bibliotheek van België, Ms. II 7605
- Lille, Bibliothèque municipale, Ms. A. 91[9]
- Londen, British Library, Harley Ms. 923.[10]
- Madrid, Biblioteca Nacional, Res. 191, de getijden van de koningin van Zweden.[11]
- New York, Morgan Library, Ms. M. 171.[12]
- New York, Columbia University, Rare Books and Manuscripts Library, Western Ms. I
- San Marino, Huntington Library, Ms. 1149, Getijden van Laurence Baillet
- Onbekende locatie, verkocht bij Sotheby's op 1 december 1987, getijden van Marie Mussart
- Onbekende locatie: de Le Sauvage getijden.[13]